# Halkieria
Genre
Halkieria est un genre éteint d'animaux du groupe des Lophotrochozoaires dont les restes fossiles ont été retrouvés dans les dépôts du Cambrien inférieur et du Cambrien moyen, sur presque chaque continent.

## Description
L'espèce la mieux connue est Halkieria evangelista. Des spécimens complets de cette espèce ont été collectés en 1989 dans le lagerstätte de Sirius Passet situé dans le Nord du Groenland, et décrits en 1990 par Simon Conway Morris et John Peel dans un article du journal Nature.

## Liste des espèces
Selon Paleobiology Database (30 mars 2024) :
- † Halkieria amorphe (Meshkova, 1974)
- † Halkieria curvativa Missarzhevsky & Mambetov, 1981
- † Halkieria denlanatiformis Missarzhevsky & Mambetov, 1981
- † Halkieria evangelista Conway Morris & Peel, 1995
- † Halkieria mira (Qian & Xiao, 1984)
- † Halkieria obliqua Poulsen, 1967
- † Halkieria sacciformis (Meshkova, 1969)
- † Halkieria sthenobasis (Luo & Jiang, 1982)
- † Halkieria stonei Landing et al., 1989
- † Halkieria trianguliformis Missarzhevsky & Mambetov, 1981
- † Halkieria undulatus Wang, 1994
- † Halkieria wangi Parkhaev & Demidenko, 2010

## Classification
Le nom valide complet (avec auteur) de ce taxon est Halkieria Poulsen (d), 1967.
Halkieria a pour synonymes :
- Dactyosachites He, 1981
- Microsachites He, 1981
- Tianzhushania Qian, Chen & Chen, 1979